# صواب
الصواب خلاف الخطأ، وهما يستعملان في المجتهدات، والحق والباطل يستعملان في المعتقدات، حتى إذا سئلنا في مذهبنا ومذهب من خالفنا في الفروع، يجب علينا أن نجيب بأن مذهبنا صواب يحتمل الخطأ، ومذهب من خالفنا خطأ يحتمل الصواب، وإذا سئلنا عن معتقدنا ومعتقد من خالفنا من المعتقدات، يجب علينا أن نقول الحق ما عليه نحن، والباطل ما عليه خصومنا. ولغة السداد، واصطلاحا هو الأمر الثابت الذي لا يسوغ إنكاره، وقيل الصواب إصابة الحق. والفرق بين الصواب والصدق والحق أن الصواب هو الأمر الثابت في نفس الأمر الذي لا يسوغ إنكاره، والصدق هو الذي يكون ما في الذهن مطابقا لما في الخارج، والحق هو الذي يكون ما في الخارج مطابقا لما في الذهن.